# Associació Esportiva Corredors.cat
L'Assocació Esportiva Corredors.cat és una associació esportiva creada el 2007 a Terrassa que té com a objectiu principal el foment, el desenvolupament i la pràctica continuada de l'activitat física i esportiva. Principalment l'atletisme, però també el triatló, l'excursionisme i altres esports que hi puguin estar lligats. L'associació és un dels quatre membres del Comitè Promotor de la Marató de Barcelona i col·labora en la seva organització.
Entre les activitats de tipus solidari cal destacar les 24 Hores d'Atletisme i la col·laboració amb el projecte Sabatilles Solidàries, un projecte dins el marc de la Fira del Corredor de la Marató de Barcelona, que consisteix en la recollida de sabatilles usades per a ser entregades a entitats que ajuden persones amb pocs recursos i que les utilitzen per a caminar. Una altra de les activitats en què participa Corredors.cat consisteix en el servei de "llebres", que ofereix en moltes de les curses celebrades a Catalunya, ajudant a corredors de diferents ritmes i nivells a aconseguir els seus objectius esportius.
L'associació ha establert acords amb ajuntaments que col·laboren amb el desenvolupament en alguns dels seus projectes esportius, com per exemple en l'organització de curses populars. Des del 2011, els equips de Corredors.cat han participat en la Trailwalker, organitzada per Intermon Oxfam, una marxa solidària de cent quilòmetres organitzada per Oxfam. El 2010, va commemorar el centenari de la primera marató no popular a l'Estat Espanyol, amb una recreació històrica per quatre atletes vestits amb roba de l'època.
L'associació va ser pionera en la captació d'atletes d'elit que dirigeixen els entrenaments de manera personalitzada. Una fórmula que s'ha estés i professionalitzat des que el 2008 quan el fondista Abel Antón dirigí personalment un grup d'entrenament de Corredors.cat.